# فرانسیسکو موسکرو
فرانسیسکو موسکرو (اسپانیایی: Francisco Mosquera‎؛ زادهٔ ۱ آوریل ۱۹۹۲) وزنه‌بردار اهل کلمبیا است.
وی در مسابقات کشوری و بین‌المللی در مجموع برندهٔ ۲۳ مدال طلا، ۵ مدال نقره، ۲ مدال برنز شده‌است.